# Mahájána Maháparinirvána-szútra

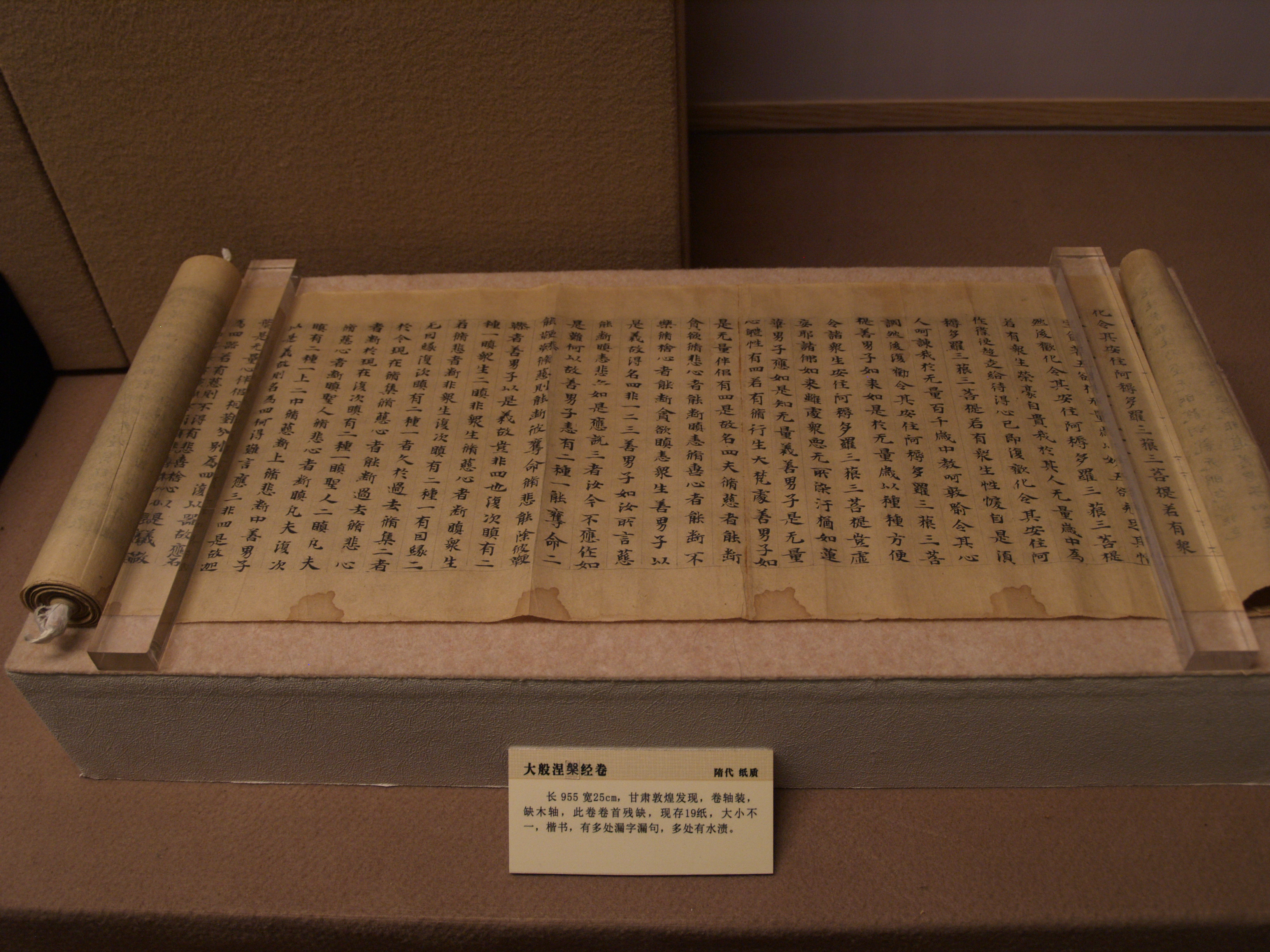
A Nirvána szútra Szuj-dinasztia korabeli kézirata

A mahájána Maháparinirvána-szútra (kínai: 大般涅槃經, tibeti: མྱང་འདས་ཀྱི་མདོ་) vagy Nirvána-szútra buddhista hibrid szanszkrit nyelvű szöveg, amely a mahájána buddhizmusban az egyik Tathágata-garbha szútra. Az i. sz. 1. századi indiai Andhrából ered, amelyet később az indiai Dharmaksema fordított le kínai nyelvre az 5. században. A buddha-természettel és mindenki számára elérhető buddhasággal kapcsolatos tanításai nagy hatást gyakoroltak a kelet-ázsiai buddhizmusra.

## Története

### Változatai
A Maháparinirvána-szútra eredeti, szanszkrit nyelvű szövegének csupán töredéke maradt fenn, amelyet Közép-Ázsiában találtak meg (lásd: Gandhárai buddhista szövegek), Afganisztánban, illetve Japánban. Különböző hosszúságban maradtak fenn fordítások kínai illetve tibeti nyelven. Négy változat létezik, amelyek különböző szanszkrit kiadások fordításaként születtek:
1. A „hat köteg szöveg”[* 2], amelyet Fa-hszien kínai utazó és Buddhabhadra indiai szerzetes fordított le kínai nyelvre a Csin-dinasztia (265–420) idején 416 és 418 között. Ez a hat kötegnyi szöveg a szútra legrövidebb és legkorábbi változata.
2. Az „északi szöveg” – a 40 tekercses szöveget[* 3] Dharmaksema fordította 421 és 430 között az északi Liang királyságban. Ezt a változatot tibetire is lefordították kínairól.
3. A „déli szöveg” – a 36 tekercsből álló szöveget[* 4] 453 körül fordította le Huj-kuan és Huj-jan a Liu Szung-dinasztia idején, akik Fa-hszien fordítását integrálták és javították. Ezt állította össze Dharmaksema egy egységes harminchat köteges kiadássá.
4. A tibeti változatot Dzsinamitra, Dzsnyánagarbha, és Dévacsandra fordította 790 körül.

Hodge szerint más változatok is léteztek:
- Dharmaksema fordításának egy másodlagos kínai változata, amelyet 453-ban fejezett be;[3]
- Korabeli kínai fordítási katalógusok említenek még két kínai fordítást, valamivel Fa-hszien előtt. Ezek a szövegek azonban nem maradtak fenn.[3]

### Eredete
Shimoda Masahiro szerint a Maháparinirvána-szútra szerzői a sztúpa imádat vezetői és hirdetői voltak. A buddhadhátu (buddha-természet) kifejezés eredetileg Buddha fizikális maradványaira utalt. A szútra szerzői a Tathágata-garbha-szútra tanításait használták arra, hogy átalakítsák a szútra imádatát a belső-buddha imádatára a megvilágosodás eszközeként. A tathágata-garbha helyett ezt a buddhadhátut használták a gyakorlón belül lévő konkrét entitásként.

### Keletkezésének dátuma

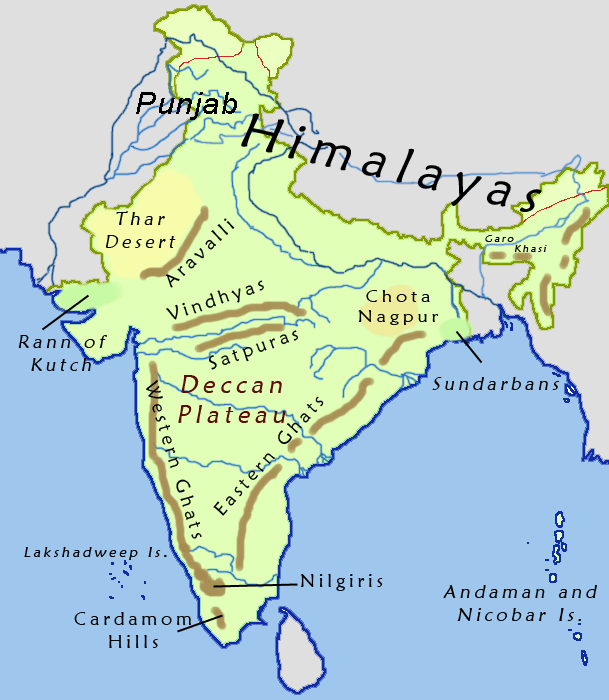
India térképe a Dekkán-fennsíkkal és a Vindhja-hegységgel

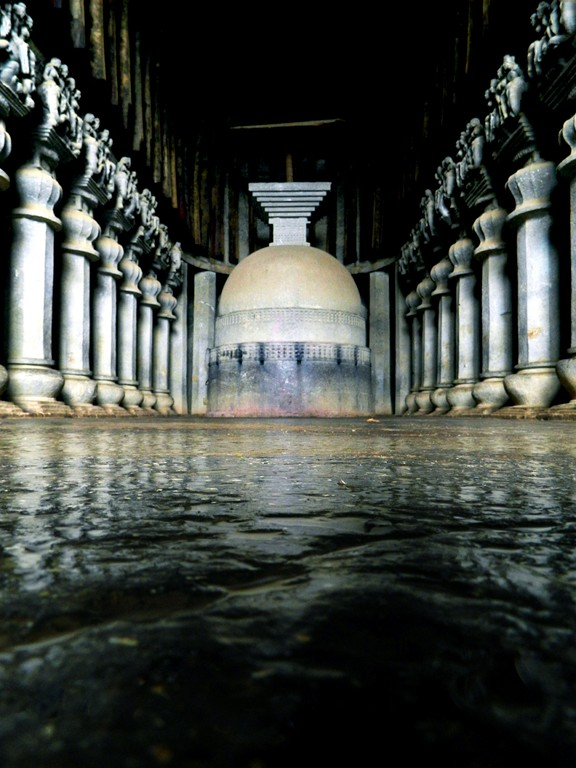
A mahászánghika szektával azonosított barlangkomplexum. Karla-barlangok, Mahárástra, India

A tudósok úgy vélik, hogy a szöveg nagy részét (a Fa-hszien-féle és a tibeti fordításoknak megfelelően) a 2. század előtt vagy alatt állították össze. Ezt a kínai kanonikus katalógusok alapján feltételezik.
A szútrában szereplő szöveges bizonyítékok és más vonatkozó szövegek bizonyítékai alapján Stephen Hodge szerint a szútrát valamikor i. sz. 100 és 220 között állították össze.

### Eredetének helye és az indiai terjesztése
A szöveg keletkezésének története meglehetősen összetett, azonban a tudományos konszenzus szerint a szútra nagy részét az indiai szubkontinensen állították össze, feltehetően a dél-indiai Andhrában.
A szútrában és a kapcsolódó szövegekben használt nyelv Dél-India régiójára utal texts seems to indicate a region in southern India during the time of the Sátaváhana-dinasztia idején. A Sátaváhana uralkodók jelentős erőket mozgósítottak a buddhizmus támogatására, például részt vállaltak a Karla és az Adzsantai barlangtemplomok és az Amarávati nagysztúpa építésében. Ez idő tájt a Sátaváhana-dinasztia jó kapcsolatokat ápolt a Kusán Birodalommal.
Stephen Hodge szerint az Angulimálíja-szútra, Mahábheriháraka Parivarta-szútra és a Maháparinirvána-szútra szövegeiben található bizonyítékok alapján ezeket a szövegeket legelőször Dél-Indiában használták, és onnan kerültek el északnyugatra, ahol Kasmír volt egy másik fontos központ. Az Angulimálíja-szútra több részlettel szolgál a szöveg eredetével kapcsolatban, amely először Dél-India volt, a Vindhja-hegység, Bharuch, majd Kasmír.

## Tanítások
Sallie B. King szerint a szútra nem számít nagy újításnak, és viszonylag rendszertelen, éppen emiatt kiváló lehetőséget nyújtott későbbi szövegmagyarázóknak, akik saját sorrendeket és rendszereket építettek fel. King szerint a szöveg legnagyobb újítása, hogy összekapcsolta a buddha-dhátu fogalmát a tathágata-garbha fogalmával. A buddha-természet egy időtlen, örök „énként” kerül bemutatásra, amely a tathágata-garbhára emlékeztet, amely minden érző lény veleszületett képessége, hogy elérje a buddhaságot. Természetesen a Maháparinirvána-szútra nem tartja lehetetlennek, hogy egy buddhista lélekről beszéljen, feltéve ha világos, hogy ez a fogalom helyesen van definiálva, és a szútrának éppen ez az erőssége.
A szútra egyik fő fókusza a buddha-természet, amilyen a buddha. Sally King szerint a szútrában sokféleképpen szerepel a buddha-természet, és kínai tudósok egy egész listát állítottak össze a szövegben szereplő buddha-természet típusairól.
A szútra a buddha-dhátu-t igaz énként jellemzi az örök természete miatt. Ez marad, amikor a „nem-Én” ellobban. Dharmaksema kibővített szútraváltozatában az igaz Én örök, változatlan, örömteli, tiszta, halál nélküli.